# Harm Ottenbros
Harm Ottenbros   (Alkmaar, 27 de juny de 1943 - Strijen, 5 de maig de 2022) va ser un ciclista neerlandès que fou professional entre 1967 i 1976.
Durant la seva carrera professional aconseguí una quarantena de victòries, sobresortint per damunt de totes, la medalla d'or al Campionat del Món de ciclisme en ruta de 1969. Seleccionat a darrera hora per a prendre part en aquest campionat donà la sorpresa en vèncer a l'esprint a Julien Stevens.

## Palmarès
- 1967
  - Vencedor d'una etapa de la Volta a Suïssa
- 1968
  - Vencedor d'una etapa de la Volta a Suïssa
- 1969
  -  Campió del Món de ciclisme en ruta
  - Vencedor d'una etapa de la Volta a Bèlgica i 1r de la classificació per punts
- 1970
  - Vencedor d'una etapa a la Volta a Luxemburg
- 1972
  - 1r al Gran Premi Ciutat Vilvoorde

### Resultats al Tour de França
- 1968. Abandona (12a etapa)
- 1969. 78è de la classificació general
- 1970. 78è de la classificació general

### Resultats al Giro d'Itàlia
- 1967. Abandona

### Resultats a la Volta a Espanya
- 1969. 38è de la classificació general